# Diprotodon
Diprotodon ("hai răng trước") là chi thú có túi lớn nhất từng tồn tại được biết tới. Nó sống từ khoảng 1,6 triệu năm trước cho tới khi tuyệt chủng vào khoảng 45.000 năm trước.
Hóa thạch các loài Diprotodon được tìm thấy tại đảo chính Australia, bao gồm những hộp sọ hoàn chỉnh và xương, cũng như vết chân và lông. Mẫu vật lớn nhất có kích thước khoảng hà mã: dài 3 mét (9,8 ft) từ mũi tới đuôi, đứng cao 2 mét (6,6 ft) tới vai và nặng khoảng 2.786 kilôgam (6.142 lb). Các bức tranh thổ dân trên đá cổ xưa tại Quinkan (Queensland, Australia) được cho là vẽ Diprotodon.
Chúng sống trong rừng thưa, đồng rừng, và đồng cỏ, chúng có thể sống gần nước, ăn lá và cỏ.
Họ hàng gần nhất còn sinh tồn của Diprotodon là wombat và koala.

## Phân loại

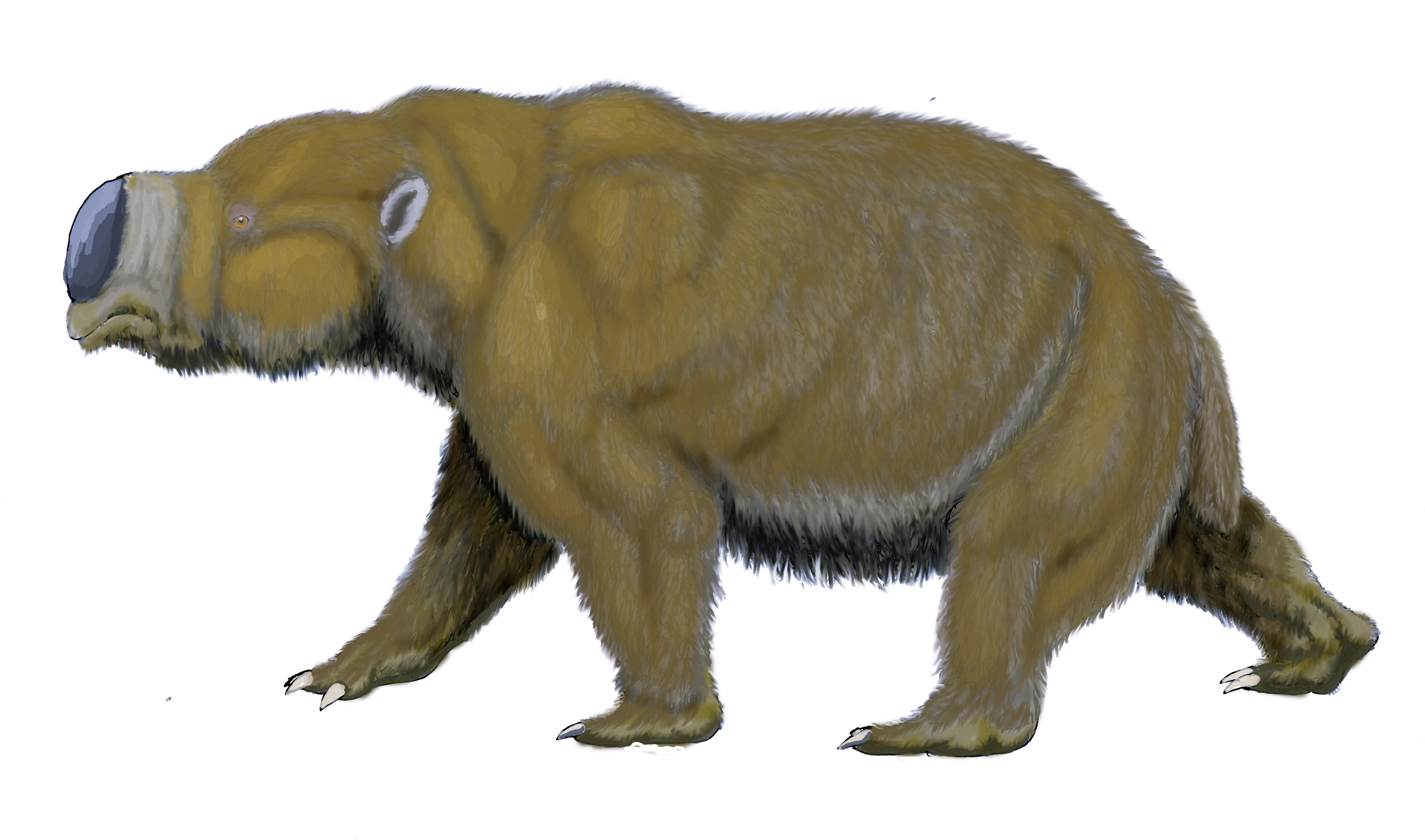
Khôi phục hình dạng thông qua đồ họa (phục nguyên)

Diprotodon được Owen đặt tên vào năm 1838. Nó được McKenna và Bell (1997) đặt vào họ Diprotodontidae. Lịch sử phân loại của Diprotodon bao gồm tám loài (Diprotodon optatum Owen, 1838; Diprotodon australis Owen, 1844; D. annextans McCoy, 1861; D. minor Huxley, 1862; D. longiceps McCoy 1865; D. loderi Krefft, 1873a; D. bennettii Krefft, 1873b (nec D. bennettii Owen, 1877); và D. bennettii Owen, 1877 (nec D. bennettii Krefft, 1873b); dựa trên kích thước và khác biệt hình thái học nhỏ của các mẫu vật thu thập từ các khu vực khác nhau. Tám loài trên hiện nay đều được xem là đồng nghĩa của D. optatum.